# Persone di nome Laura/Attori
| Questa pagina contiene informazioni ricavate automaticamente dalle voci biografiche con l'ausilio del template Bio e di un bot. L'aggiornamento è periodico e automatico e ricostruisce completamente la pagina. Se manca una persona in questa lista, sei pregato di non aggiungerla, ma accertati piuttosto che la sua voce biografica contenga il template Bio e che i dati anagrafici siano correttamente compilati. Se il template Bio manca, inseriscilo tu stesso o, in alternativa, metti l'avviso {{tmp\|Bio}} che ne segnala la mancanza. Se i dati riportati sono sbagliati, correggi direttamente la voce biografica; le modifiche saranno visibili in questa lista entro pochi giorni. Per chiarimenti vedi il progetto biografie. La lista contiene solo le 102 persone che sono citate nell'enciclopedia e per le quali è stato implementato correttamente il template Bio. Pagina aggiornata al 1 apr 2024. |

Questa è una lista di persone presenti nell'enciclopedia che hanno il prenome Laura e sono attori.

## A(6)
- Laura Adani, attrice italiana (Modena, n. 1913 - Torino, † 1996)
- Laura Adriani, attrice italiana (Roma, n. 1994)
- Laura Aikman, attrice britannica (Brent, n. 1985)
- Laura Allen, attrice statunitense (Portland, n. 1974)
- Laura Antonelli, attrice italiana (Pola, n. 1941 - Ladispoli, † 2015)
- Laura Azcurra, attrice argentina (Buenos Aires, n. 1981)

## B(9)
- Laura Barriales, attrice, modella e showgirl spagnola (León, n. 1982)
- Laura Belli, attrice, regista e cantante italiana (Napoli, n. 1947)
- Laura Benanti, attrice e cantante statunitense (New York, n. 1979)
- Laura Berlin, attrice e modella tedesca (Berlino, n. 1990)
- Laura Bertram, attrice e docente canadese (Toronto, n. 1978)
- Laura Betti, attrice, regista e cantante italiana (Casalecchio di Reno, n. 1927 - Roma, † 2004)
- Laura Birn, attrice finlandese (Helsinki, n. 1981)
- Laura Breckenridge, attrice statunitense (Flourtown, n. 1983)
- Laura Brent, attrice australiana (Melbourne, n. 1988)

## C(12)
- Laura Calgani, attrice e modella italiana (Roma, n. 2000)
- Nell Campbell, attrice e cantante australiana (Sydney, n. 1953)
- Laura Cardoso, attrice e doppiatrice brasiliana (São Paulo, n. 1927)
- Laura Carli, attrice e doppiatrice italiana (Forlì, n. 1906 - Forlì, † 2005)
- Laura Carmichael, attrice britannica (Southampton, n. 1986)
- Laura Carmine, attrice portoricana (San Juan, n. 1983)
- Laura Carusino, attrice e conduttrice televisiva italiana (Melzo, n. 1979)
- Laura Cayouette, attrice, scrittrice e produttrice cinematografica statunitense (Laurel, n. 1964)
- Laura Chiatti, attrice e modella italiana (Castiglione del Lago, n. 1982)
- Laura Christensen, attrice danese (Copenaghen, n. 1984)
- Laura Hope Crews, attrice statunitense (San Francisco, n. 1879 - New York, † 1942)
- Laura Curino, attrice, regista e drammaturga italiana (Torino, n. 1956)

## D(9)
- Laura D'Angelo, attrice e coreografa italiana (Roma, n. 1956 - Roma, † 2010)
- Laura De Marchi, attrice italiana (Savona, n. 1936)
- Laura Dean, attrice e doppiatrice statunitense (n. 1963)
- Laura Dern, attrice, doppiatrice e produttrice cinematografica statunitense (Los Angeles, n. 1967)
- Laura Devon, attrice statunitense (Chicago, n. 1931 - Beverly Hills, † 2007)
- Laura Di Mariano, attrice italiana (Nettuno, n. 1975)
- Laura Donnelly, attrice nordirlandese (Belfast, n. 1982)
- Laura Dreyfuss, attrice e cantante statunitense (New Jersey, n. 1988)
- Laura del Sol, attrice spagnola (Barcellona, n. 1961)

## E(2)
- Laura Efrikian, attrice e annunciatrice televisiva italiana (Treviso, n. 1940)
- Laura Esquivel, attrice, conduttrice televisiva e cantante argentina (Buenos Aires, n. 1994)

## F(2)
- Laura Flores, attrice, cantante e conduttrice televisiva messicana (Reynosa, n. 1963)
- Laura Fraser, attrice britannica (Glasgow, n. 1975)

## G(4)
- Laura Gigante, attrice italiana (Napoli, n. 1986)
- Laura Glavan, attrice romena (Costanza, n. 1990)
- Laura Gore, attrice italiana (Bussoleno, n. 1918 - Roma, † 1957)
- Laura Greenwood, attrice britannica (Manchester, n. 1991)

## H(5)
- Laura Haddock, attrice britannica (Enfield, n. 1985)
- Laura Harrier, attrice e modella statunitense (Chicago, n. 1990)
- Laura Harring, attrice messicana (Los Mochis, n. 1964)
- Laura Harris, attrice canadese (Vancouver, n. 1976)
- Laura Howard, attrice britannica (Chiswick, n. 1977)

## I(1)
- Laura Innes, attrice e regista statunitense (Pontiac, n. 1957)

## J(1)
- Laura Johnson, attrice statunitense (Burbank, n. 1957)

## K(2)
- Laura Michelle Kelly, attrice e cantante britannica (Totton and Eling, n. 1981)
- Laura Kightlinger, attrice statunitense (Jamestown, n. 1969)

## L(6)
- Laura La Plante, attrice statunitense (St. Louis, n. 1904 - Woodland Hills, † 1996)
- Laura Laprida, attrice, modella e radiologa argentina (Pilar, n. 1990)
- Laura Lattuada, attrice e conduttrice televisiva italiana (Milano, n. 1960)
- Laura Ledesma, attrice e cantante spagnola (Madrid, n. 1993)
- Laura Lee, attrice statunitense (New York City, n. 1910 - Los Angeles, † 1981)
- Laura Linney, attrice statunitense (New York, n. 1964)

## M(10)
- Laura Magni, attrice e comica italiana (Legnago)
- Laura Malmivaara, attrice, cantautrice e fotografa finlandese (Kajaani, n. 1973)
- Laura Marano, attrice e cantautrice statunitense (Los Angeles, n. 1995)
- Laura Marinoni, attrice e cantante italiana (Milano, n. 1961)
- Laura Mennell, attrice canadese (Columbia Britannica, n. 1980)
- Tita Merello, attrice cinematografica, cantante e ballerina argentina (Buenos Aires, n. 1904 - Buenos Aires, † 2002)
- Laurie Metcalf, attrice statunitense (Carbondale, n. 1955)
- Laura Leighton, attrice statunitense (Iowa City, n. 1968)
- Laura Miller, attrice e cantante argentina (Buenos Aires, n. 1974)
- Laura Morante, attrice e regista italiana (Santa Fiora, n. 1956)

## N(2)
- Laura Neiva, attrice e modella brasiliana (San Paolo, n. 1993)
- Laura Nucci, attrice italiana (Carrara, n. 1913 - Roma, † 1994)

## O(2)
- Laura Osma, attrice colombiana (Colombia, n. 1995)
- Laura Osnes, attrice e cantante statunitense (Burnsville, n. 1985)

## P(5)
- Laura Pamplona, attrice spagnola (Alicante, n. 1973)
- Laura Pestellini, attrice italiana (Firenze, n. 1919 - Firenze, † 2010)
- Mackenzie Phillips, attrice statunitense (Alexandria, n. 1959)
- Laura Pitt-Pulford, attrice e cantante britannica (n. 1983)
- Laura Prepon, attrice statunitense (Watchung, n. 1980)

## R(6)
- Laura Ramsey, attrice statunitense (Brandon, n. 1982)
- Laura Redi, attrice italiana (Reims, n. 1920 - Roma, † 2002)
- Laura Regan, attrice canadese (Halifax, n. 1977)
- Laura Rizzoli, attrice, doppiatrice e direttrice del doppiaggio italiana (Milano, n. 1922 - Milano, † 2020)
- Laura Antonia Roge, attrice tedesca (Gottinga, n. 1998)
- Laura Rozalén, attrice, ballerina e modella spagnola (Valencia, n. 1994)

## S(8)
- Laura Ashley Samuels, attrice statunitense (Dallas, n. 1990)
- Laura San Giacomo, attrice statunitense (Hoboken, n. 1962)
- Laura Sawyer, attrice statunitense (Iron County, n. 1885 - Matawan, † 1970)
- Laura Schettino, attrice italiana (Napoli, n. 1978)
- Laura Slade Wiggins, attrice e cantante statunitense (Athens, n. 1988)
- Laura Smet, attrice e cantante francese (Neuilly-sur-Seine, n. 1983)
- Laura Solari, attrice italiana (Trieste, n. 1913 - Bellinzona, † 1984)
- Laura Spencer, attrice statunitense (Oklahoma City, n. 1986)

## T(4)
- Laura Tavanti, attrice italiana (Roma, n. 1940)
- Laura Torrisi, attrice italiana (Catania, n. 1979)
- Laura Troschel, attrice e cantante italiana (Varese, n. 1944 - Roma, † 2016)
- Laura Trotter, attrice italiana (Cles, n. 1950)

## V(4)
- Laura Valenzuela, attrice e conduttrice televisiva spagnola (Siviglia, n. 1931 - Madrid, † 2023)
- Laura Vandervoort, attrice canadese (Toronto, n. 1984)
- Laura Vasiliu, attrice rumena (Piatra Neamț, n. 1976)
- Laura Verlinden, attrice belga (Diest, n. 1984)

## W(2)
- Reese Witherspoon, attrice, produttrice cinematografica e produttrice televisiva statunitense (New Orleans, n. 1976)
- Laura Wright, attrice televisiva statunitense (Clinton, n. 1970)